# El Olmo, San Luis Potosí
El Olmo är en ort i Mexiko.   Den ligger i kommunen Mexquitic de Carmona och delstaten San Luis Potosí, i den centrala delen av landet, 400 km nordväst om huvudstaden Mexico City. El Olmo ligger 2 139 meter över havet och antalet invånare är 254.
Terrängen runt El Olmo är kuperad åt nordväst, men åt sydost är den platt. Runt El Olmo är det ganska tätbefolkat, med 54 invånare per kvadratkilometer. Närmaste större samhälle är Ahualulco, 15,9 km nordost om El Olmo. Omgivningarna runt El Olmo är i huvudsak ett öppet busklandskap.